# G-Dragon
Kwon Ji-yong (kor. 권지용; * 18. August 1988 in Seoul, Südkorea), besser bekannt als G-Dragon oder GD (kor. 지드래곤), ist ein südkoreanischer Popmusiker, Songwriter, Produzent, Model und Modedesigner. Er ist Leader und Rapper der Boyband Big Bang.
Seit seinem Eintritt bei YG Entertainment als Trainee im Jahr 2000 bereitete sich G-Dragon auf seine Karriere vor, die mit dem Debüt von Big Bang begann. Seitdem stand er als Rapper und Frontmann im Zentrum der medialen Aufmerksamkeit. Laut dem US-amerikanischen Fernsehsender CNN begeistert G-Dragon insbesondere mit seinem schrillen Modestil das Publikum, außerdem wird der Musiker als einer der "Gründe, aus denen Seoul die beste Stadt der Welt ist" aufgeführt. Forbes betitelte G-Dragon 2016 als die einflussreichste Persönlichkeit der asiatischen Entertainment- und Sportwelt unter 30 Jahren. Mittlerweile zählt er zu den bekanntesten K-Pop-Künstlern überhaupt mit etlichen Nummer-eins-Hits und über 31 Millionen verkauften Alben, EPs und Singles.

## Biografie

### 1988–2009: Frühes Leben und das Debüt mit Big Bang

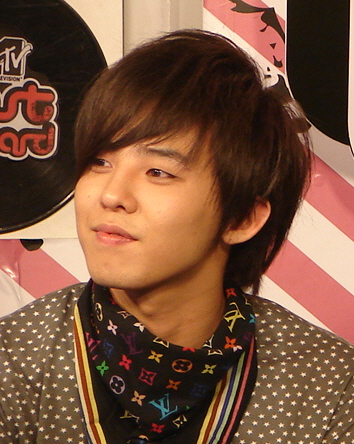
G-Dragon beim MTV Fast Forward in Thailand 2007

G-Dragon wurde 1988 unter dem Namen Kwon Ji-yong in Seoul, Südkorea geboren. Schon im Kindesalter interessierte sich Ji-yong für Musik. Mit fünf Jahren wurde er Teil einer Kindergruppe, Little Roora, mit der er 1993 ein Weihnachtsalbum veröffentlichte. Der Vertrag der Gruppe wurde kurz darauf beendet, was der Künstler als „schockierend“ in Erinnerung hat. Im Alter von acht Jahren wurde er jedoch abermals entdeckt, als ihn seine Mutter während eines Ski-Ausflugs zur Teilnahme an einem Tanzwettbewerb aufmunterte, den er gewann. Der Veranstalter des Wettbewerbs Lee Soo-man, Gründer des Plattenlabels SM Entertainment, nahm ihn sofort unter Vertrag. Mit 13 Jahren verließ er das Label wieder, da er sich über seine Zukunft im Unklaren war. In der Middle School wurde Ji-yong durch einen Freund auf den Wu-Tang Clan aufmerksam. Daraufhin begann er Unterricht im Rappen zu nehmen. Mit der People's Crew veröffentlichte er Anfang der 2000er die zwei Alben Korea 2001 und Flex. Dank der Alben erregte der Junge die Aufmerksamkeit des Hip-Hop Duos Jinusean, die den Jungen YG Entertainments CEO Yang Hyun-suk empfahlen, der ihn unter Vertrag nahm. Das erste Jahr als Trainee durfte Ji-yong jedoch quasi lediglich das Studio wischen und anderen Künstlern beim Tanztraining die Wasserflasche reichen, wie er sich erinnert. Zusammen mit Trainee Dong Young-bae (Taeyang) sollte Ji-yong das Duo GDYB gründen, die Pläne wurden jedoch fallen gelassen. Stattdessen wurden beide Teil von Big Bang und debütierten 2006. Die Auswahl der Mitglieder wurde in einer Dokumentation festgehalten.
Im August 2006, debütierte G-Dragon mit Big Bang. Das erste Studioalbum der Gruppe Bigbang Vol.1 erschien im Dezember desselben Jahres und beinhaltet auch sein erstes Lied als Solokünstler, This Love, ein Cover der gleichnamigen Single der US-amerikanischen Band Maroon 5. Zuvor wurden vier Singles ausgekoppelt; La La La, We belong together, Forever with You und Dirty Cash. G-Dragon schrieb sieben Lieder des Albums. Mit dem zweiten Album der Band, Always, begann er sich auch mehr an der Produktion und dem Songwriting zu beteiligen. Auf dem Album finden sich mehrere Songs, an denen er mitwirkte, z. B. Lies (kor. 거짓말; Geojitmal), Big Bangs erster Nummer-eins-Hit. Weitere Singles, an denen er beteiligt war, wie etwa Last Farewell (kor. 마지막 인사; Majimak Insa) vom Album Hot Issue und Day by Day (kor. 하루하루; Haru Haru) von Stand Up waren ebenfalls Chart-Topper.

### 2009: Solo-Karriere, erstes AlbumHeartbreakerund Plagiarismusvorwürfe

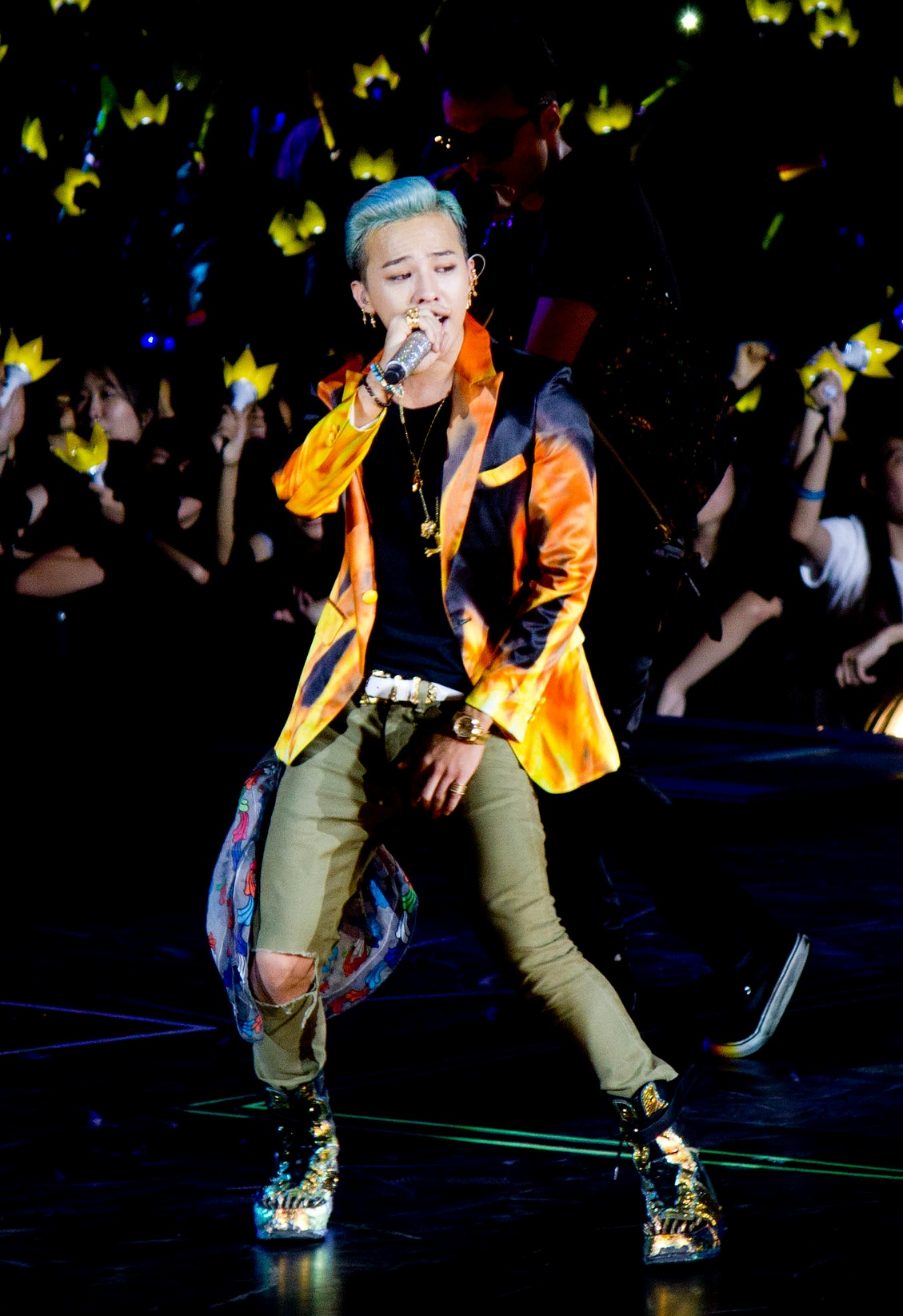
G-Dragon während der BIGBANG Alive Galaxy Tour 2012 im September 2013

Parallel zu seinen Aktivitäten mit Big Bang begann G-Dragon an seiner Solo-Karriere zu arbeiten. Nachdem er Taeyang bei der Produktion von dessen Solo-Album Hot geholfen hatte, nahm er seine eigene Version von Taeyangs Lead-Single Only Look At Me (kor. 나만바라봐; Naman Barabwa) auf, die er Only Look At Me Part 2 nannte und die nur online veröffentlicht wurde. Zusammen mit Taeyang und Big Bangs zweitem Rapper T.O.P war er an dem Lied Super Fly von Sängerin Lexy beteiligt. Außerdem arbeitete G-Dragon im Mai 2009 mit der japanischen Boyband W-inds. für deren Single Rain Is Fallin'/Hybrid Dream zusammen.
Richtig durchstarten konnte G-Dragon dann mit seinem ersten Solo-Album Heartbreaker, das im August 2009 in die Läden kam, pünktlich zu seinem Geburtstag am 18., nachdem es ursprünglich für Mai angekündigt gewesen war. to coincide with his 21st (Korean years: 22nd) birthday. Für Heartbreaker arbeitete G-Dragon mit Künstlern und Produzenten von YG Entertainment zusammen, darunter Teddy von 1TYM, Taeyang, Kush sowie den Sängerinnen CL und Sandara Park von 2NE1. Angespornt vom Erfolg der Leadsingle Heartbreaker, einem Elektro-Popsong, und G-Dragons Image-Wechsel zum blondhaarigen Popprinzen, wurden über 200.000 Tonträger verkauft. Mit dem Album holte G-Dragon den begehrten "Album des Jahres 2009"-Preis auf den Mnet Asian Music Awards 2009. Die zweite Single Breath erreichte die Top 20 in den Charts, während weitere Songs – The Leaders, A Boy, Hello und She's Gone jeweils verschiedene Musikcharts in Korea toppten.
Kurz nachdem Heartbreaker veröffentlicht worden war, sah sich G-Dragon mit Plagiarismusvorwürfen von Sony Music konfrontiert, nach denen seine zwei Songs Heartbreaker und Butterfly Plagiate von Flo Ridas Right Round und Oasis She's Electric seien. EMI, das Plattenlabel, das Right Round vertreibt, veröffentlichte jedoch ein Statement, nachdem EMI keine Ähnlichkeiten zwischen den Songs sehe. Am 6. März 2010 verkündete YG Entertainment, dass Flo Rida eine Zusammenarbeit mit G-Dragon zugestimmt habe und eine Remix-Version von Heartbreaker wurde veröffentlicht, in der Flo Rida rappt. Außerdem ist er in dem dazugehörigen Promotion-Video zu sehen.
Als Promotion zu seinem Album hielt G-Dragon sein erstes Solokonzert Shine a Light im Olympic Park in Seoul im Dezember 2009. Das Konzert sorgte abermals für Furore, denn G-Dragon wurde vorgeworfen, zu freizügig gehandelt zu haben, als er zum Song Breath eine Bettszene mit einer Tänzerin andeutete. Dies ging so weit, dass das Ministerium für Gesundheit, Wohlfahrt und Familie eine Anfrage bei der Staatsanwalt einreichte. Diese sollte untersuchen, ob G-Dragon oder YG Entertainment gegen Regulierungen bezüglich sittenwidrigem Verhaltens auf Veranstaltungen verstoßen haben. Am 15. März 2010 wurden alle Vorwürfe gegen den Künstler fallen gelassen.

### 2010–2011: GD & TOP, GG und G-Dragons Marihuana-Skandal

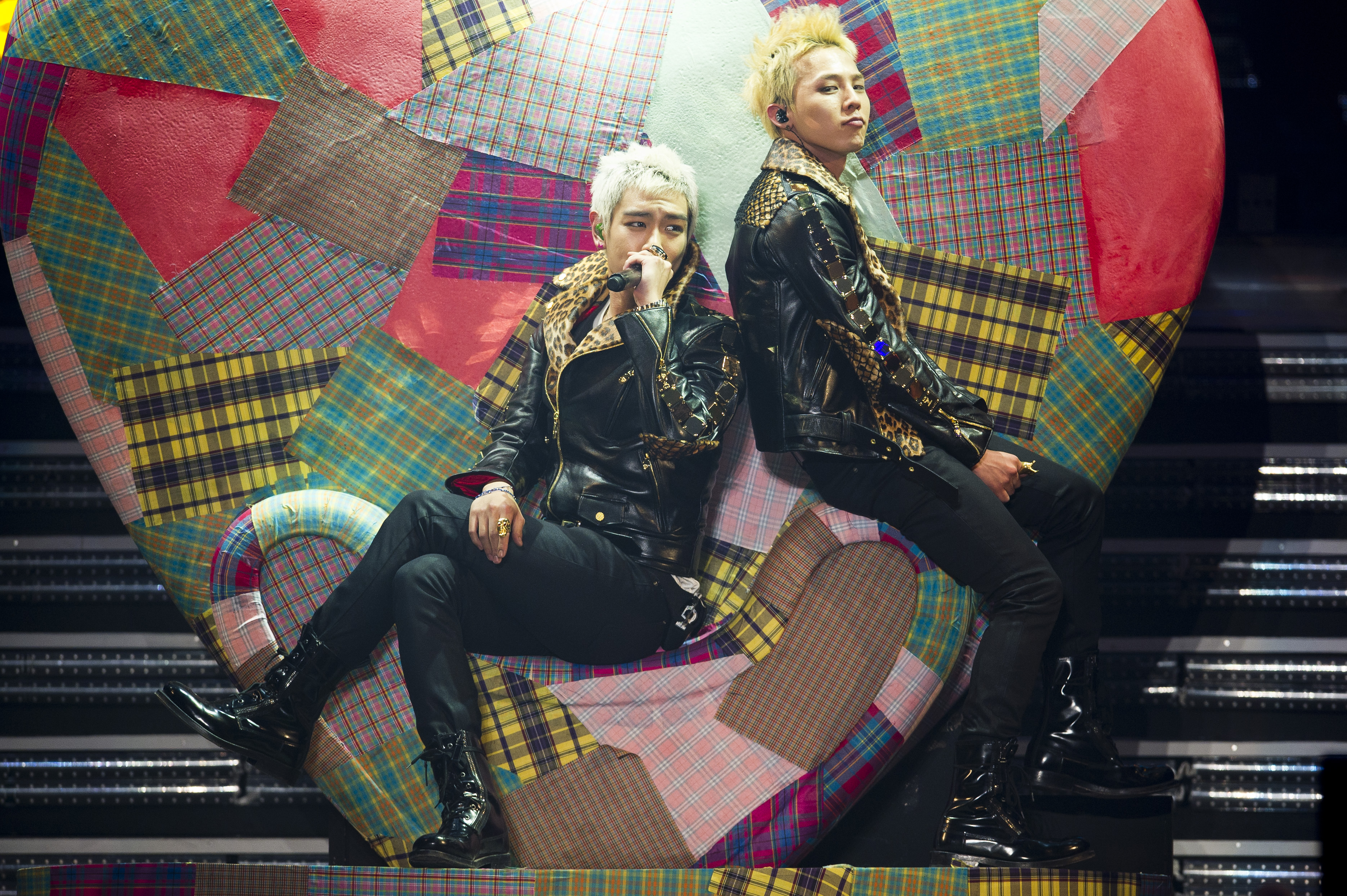
GD & TOP 2011

Im November 2010 gab YG Entertainment bekannt, dass G-Dragon und Bandmate T.O.P ein Album zusammen herausbringen werden. Davor promoteten die beiden ihre Songs auf einem Event im Times Square in Yeongdeungpo, Seoul, das über Youtube weltweit ausgestrahlt wurde. Zu dem Album gehören drei Singles, High High, Oh Yeah und Knock Out, die vor dem Album veröffentlicht wurden. Den Singles war großer Erfolg beschieden – High High toppte die M Countdown Charts und die SBS-Charts und erreichte Platz 3 in der Gaon Chart. Oh Yeah und Knock Out sicherten sich Platz 2 und 3 in den M Countdown Charts und erreichten 2 und 5 in der Gaon Chart. Das Album selbst wurde am Weihnachtsabend veröffentlicht und startete von Platz 1 in den Gaon Charts, u. a. dank allein 200.000 Vorbestellungen.
Zusammen mit Park Myung Soo bildete G-Dragon kurzzeitig das Duo GG, anlässlich des Infinite Challenge Seohae Ahn Highway Song Festivals 2011. Das Duo veröffentlichte den Song Fired Up (kor. 바람났어, Baram nasso) featuring Park Bom von 2NE1 am 2. Juni 2011, der einen "All Kill" in verschiedenen koreanischen Charts erreichte.
Am 5. Oktober 2011 berichteten die Medien, dass G-Dragon positiv auf Marijuana getestet worden war. Während Drogendelikte in Korea nicht auf die leichte Schulter genommen werden, war es G-Dragons erster Konflikt mit dem Gesetz und das getestete Marijuana entsprach lediglich einer halben Zigarette, so dass die Anklage gegen ihn fallen gelassen wurde. Seine Erklärung dazu ist, dass er auf einer Party in Japan eine Zigarette von einem Unbekannten angenommen habe, die er aber weggeschmissen habe, nachdem er gemerkt habe, dass es keine normale Zigarette war.
Der Skandal schlug aber hohe Wellen in der koreanischen Öffentlichkeit, so dass alle Aktivitäten auf Eis gelegt wurden. Yg Entertainment veröffentlichte ein Statement, dass G-Dragon seine Tat ernsthaft reflektiere. Da er aber freigesprochen wurde, verlor er keine Werbeverträge und erschien später zusammen mit Big Bang bei den MTV EMAs in London.

### 2012–2013: Das MinialbumOne of a Kind, 4-Dome-Tour in Japan undCoup d’etat
G-Dragon startete das Jahr 2012, indem er zusammen mit T.O.P für einen Song der Sängerin Pixie Lott rappte, der auf ihrem japanischen Album enthalten ist.
Außerdem legte er um seinem Geburtstag, am 24. August, mit der Single One Of A Kind nach, die ihm zwei "Best Hiphop / Rap Song of the Year"-Awards auf den Korean Music Awards und den Rhythmer Awards einbrachte. Am 1. September wurde die erste Single That XX zum neuen Mini-Album veröffentlicht. Der Song toppte die Musikcharts und erreichte einen "All-Kill". Das Mini-Album One of a Kind folgte am 15. September in digitaler Form und kam am 18. September in die Geschäfte. Das Album erfreute sich großer Beliebtheit, denn alle Songs konnten sich weit vorne in den verschiedenen koreanischen Charts positionieren. Das Album schaffte es auch auf Platz 1 der Billboard World Album Charts und erreichte Platz 161 in den US-amerikanischen Billboard 200. Bis zum Jahresende verkaufte sich das Album über 200.000-mal, womit es das meistverkaufte Album eines Solokünstlers in Südkorea wurde und seinen Vorgänger Heartbreaker vom Thron stieß.
Am 30. November gewann G-Dragon den Award für den "Besten Solokünstler" bei den 14. Mnet Asian Music Awards, gefolgt vom "Record of the Year'"-Award für One Of A Kind bei den 22. Seoul Music Awards am 31. Januar 2013.
Im Januar 2013 schickte sich G-Dragon als erster koreanischer Solokünstler zu einer 4-Dome-Tour in Japan an, die nahtlos in seine G-Dragon 2013 1st World Tour überging, auf der er allerdings nur Länder in Asien besuchte. Sie endete am 31. August mit einem Abschlusskonzert in Seoul. Die Tour wurde auch auf DVD festgehalten.
Am 2. bzw. 5. September brachte der Musiker sein zweites Album Coup d’Etat in zwei Teilen online heraus, das CD-Release erfolgte am 13. September. Herzstück des Albums ist der Track NiLiria, für den er die Grammy-Preisträgerin und Rap-Legende Missy Elliott gewinnen konnte. Als Promotion präsentierten die beiden den Song auf der K-Con in Los Angeles. Auf Youtube wurden derweil passend zum Online-Release der Albumparts die Musikvideos zu Coup d'Etat und Crooked hochgeladen. Coup d’Etat Part 1 und Part 2 toppten derweil die koreanischen Charts und schafften es wenige Tage nach ihrer Veröffentlichung auf Platz 23 und 59 der iTunes Top Albums chart der USA.

### 2014–2016: Kollaborationen und Peaceminusone

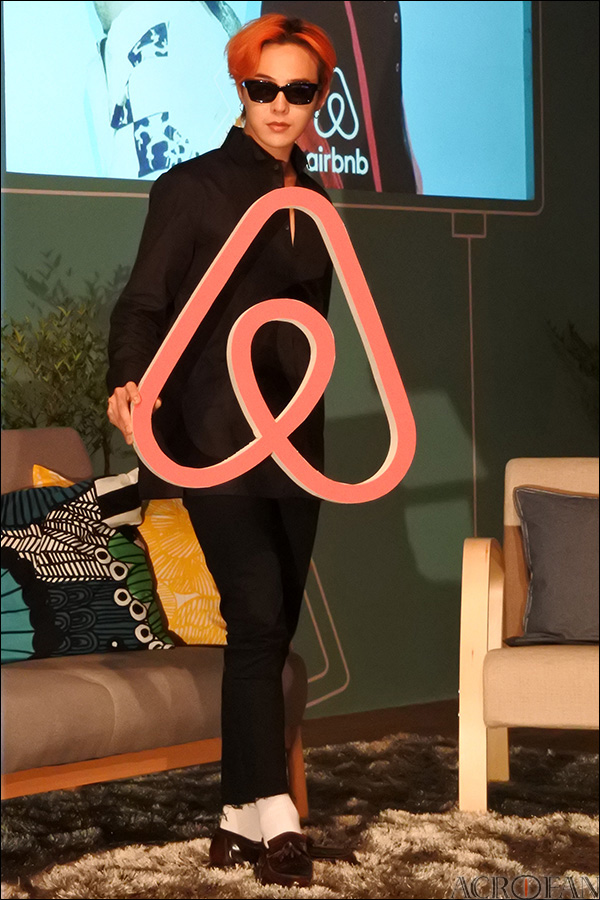
2015 wurde G-Dragon Testimonial für Airbnb

Am 14. November 2014 veröffentlichte G-Dragons Label YG Entertainment ein Bild mit der Aufschrift "Who’s next?". Zusammen mit seinem Big-Bang-Kollegen Taeyang arbeitete G-Dragon am Song Good Boy, der ein großer Erfolg wurde. Eigentlich war der Song für das kommende Album der gemeinsamen Boygroup Big Bang gedacht, bevor man sich dazu entschloss, es im Rahmen eines Hip-Hop-Projektes zu veröffentlichen.
2014 arbeiteten G-Dragon und seine Kollegin CL mit den US-amerikanischen DJs Skrillex und Diplo zusammen. Am 15. Dezember wurde der Song Dirty Vibe veröffentlicht. Der englischsprachige Elektro-Song weicht stark von der vorherigen Musik der beiden K-Pop-Künstler ab, wurde aber dennoch positiv aufgenommen.
Im April 2015 veröffentlichten Big Bang ihr lang erwartetes Comeback und begannen eine Welt-Tournee. Im Sommer öffnete G-Dragon eine Kunstausstellung namens PeaceMinusone: Beyond the Stage.

### Seit 2017:Kwon Ji Yongund Act III, M.O.T.T.E
Ende Mai 2017 kündigte G-Dragon seine zweite EP Kwon Ji Yong an, die am 8. Juni erschien in Form eines USB-Sticks erschien. Das unkonventionelle Format führte zu einer Diskussion darüber, ob die EP dazu berechtigt sei in den offiziellen Südkoreanischen Albumcharts zu erscheinen. Die Gaon Charts entschieden ursprünglich, die EP nicht als physisches Album zu zählen, da sich auf dem USB-Stick nur Download-Links zu den jeweiligen Liedern befanden. Sie definierten ein Album damit als Tonträger, auf dem sich die Musik unmittelbar befinden muss. Diese Entscheidung wurde später jedoch zurückgenommen. Das Album toppte als erstes koreanisches Album überhaupt die iTunes charts in 46 Ländern, inklusive der Amerikanischen und Europäischen Charts. Die EP konnte sich in China innerhalb von sechs Tagen über eine Million Mal verkaufen. Am 10. Juni begann GD seine zweite Welttournee in Seoul, die am 8. Oktober endete und von über 650.000 Menschen in 29 Städten besucht wurde. Am 27. Februar 2018 begann G-Dragon seine 21-monatige Wehrpflicht in Südkorea, die er im Oktober 2019 beendete.

## Mode und Musik

### Mode und Peaceminusone

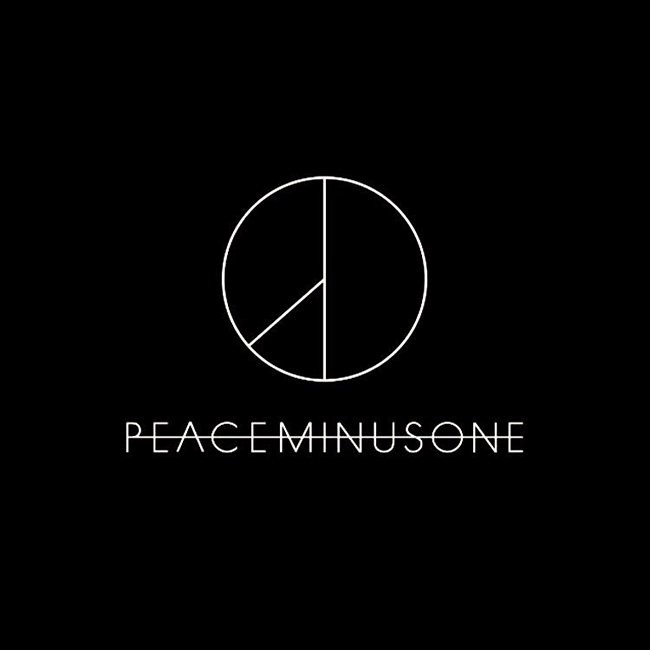
G-Dragons Modemarke Peaceminusone

G-Dragon wird von koreanischen Medien als modischstes Mitglied von Big Bang bezeichnet. Seine Rolle als Trend-Setter in Südkorea wurde durch Auszeichnungen wie "Style Icon of 2008" und "Most Influential Men of 2008", vergeben vom Magazin Arena, anerkannt. Auch Fashion-Ikone Kang Dong-won nahm Bezug auf G-Dragons Einfluss und bezeichnete ihn als "Fashionista".
Während der Promotions zu Heartbreaker färbte der Rapper seine Haare blond und sein Haarschnitt wurde so oft nachgeahmt, dass es einer der Top-Hairstyles des Jahres wurde. Auch die dreieckigen Tücher, die der Musiker oft trug, wurden ein Trend unter Teenagern, die diesen dem Namen "Big Bang Halstuch" gaben.
Sein musikalischer und modischer Erfolg brachten G-Dragon 2013 auf das Cover der Modezeitschrift Vogue Korea, anlässlich ihres 17. Jubiläums. Es gab die Augustausgabe mit drei verschiedenen Covern zu kaufen, auf denen G-Dragon jeweils mit einem der bekanntesten Supermodels in Südkorea abgelichtet ist: Kim Sung-hee, Soo-joo und Park Ji-hye.
Im Oktober 2016 gründete G-Dragon mit seiner Stylistin Gee Eun die Modemarke Peaceminusone.

### Musikalischer Stil
G-Dragon inspirierte sich am Wu-Tang Clan, Kanye West, Fabolous, Jinusean und nannte Pharrell Williams seinen musikalischen Helden.
Während Big Bangs Anfangsphase wurde die Gruppe vor allem als Hip-Hop-Gruppe vermarktet, später kam elektronische Dancemusik hinzu, was einen Trend in Korea anstieß. Dementsprechend war G-Dragons erstes Album Heartbreaker ebenfalls sehr von Hip-Hop, Dancemusik und R&B geprägt. Da das Duo GD & TOP aus zwei Rappern besteht, dominiert auf deren Album GD & TOP der Hip-Hop Sound. G-Dragon hat seit seinem ersten Album freie Hand bei der Produktion seiner Musik, wobei er v. a. eng mit den Songwritern und Komponisten Teddy, Cush und Choice32 von YG Entertainment zusammenarbeitet. Für sein zweites Studioalbum Coup d’Etat holte er sich aber auch internationale Namen wie Diplo und Baauer ins Boot.
Die Presse nahm G-Dragons Veröffentlichungen bisher vorwiegend positiv auf. Die Korean Times lobte G-Dragons Songtexte, die oft wie eine Story aufgebaut seien, und nannte den Künstler einen „genius singer-songwriter“, auch wenn G-Dragon das Label „Genie“ ablehnt. Für seine Kompositionen wurde G-Dragon 2008 ausgezeichnet, als Kulturkritiker und Vertreter der Musikindustrie ihn als den Composer wählten, „whose future they anticipate the most“. Seine Rap-Lyrics brachten ihm darüber hinaus den Spitzenplatz als „Most God-like“ Rapper in Japan ein. Außerdem fand sich G-Dragon auf der Forbes-Liste als „Most Hardworking Idol“ wieder und schaffte es auf die Liste „Korea 2030 Power Leaders“.

## Tourneen
- 2013: One of a Kind World Tour

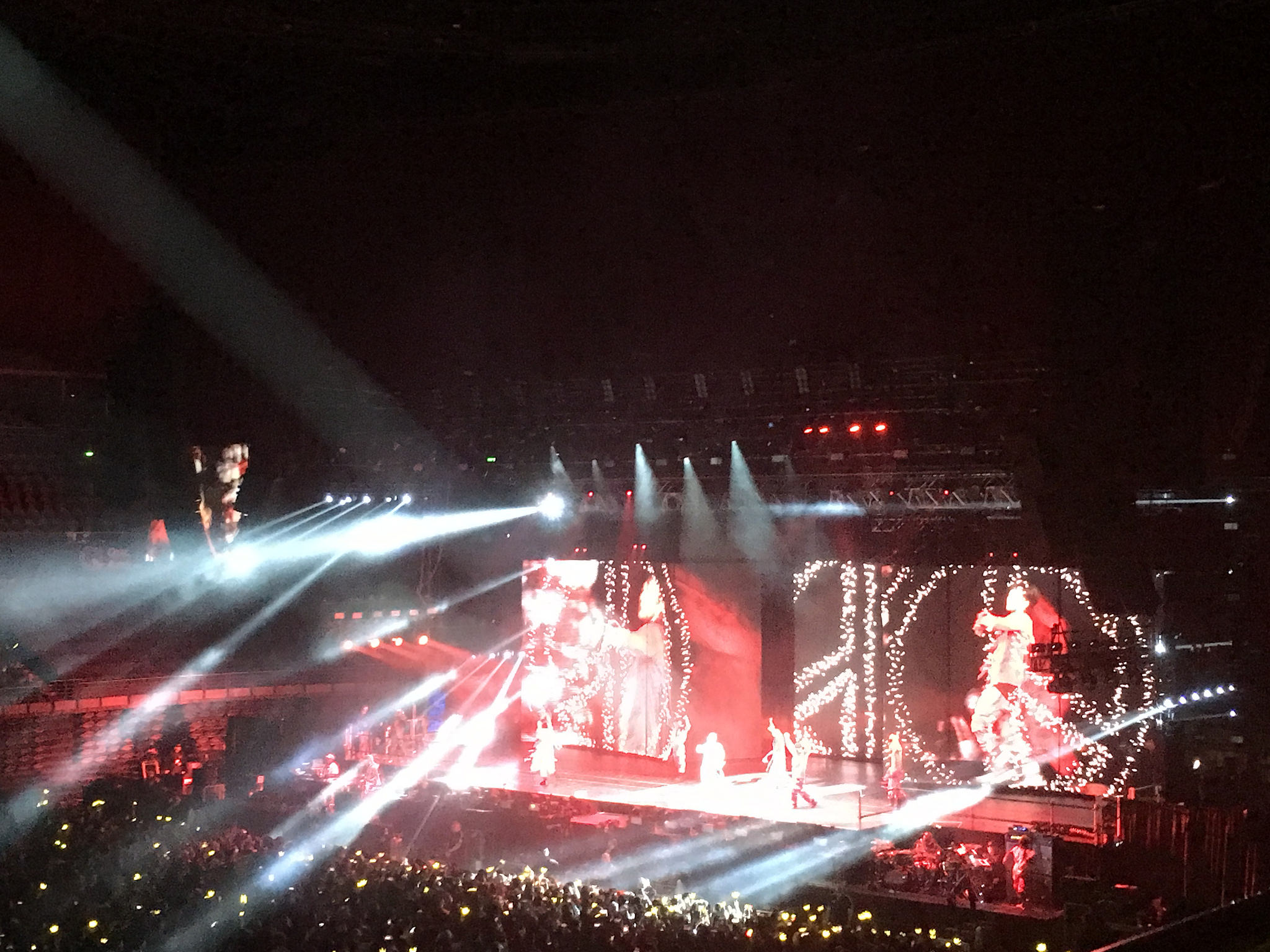
G-Dragon während seiner Act III: M.O.T.T.E World Tour in Sydney

- 2017: Act III: M.O.T.T.E World Tour

## Diskografie
Studioalben

| Jahr | Titel                                      | Höchstplatzierung, Gesamtwochen, AuszeichnungChartplatzierungen (Jahr, Titel, Platzierungen, Wochen, Auszeichnungen, Anmerkungen) | Höchstplatzierung, Gesamtwochen, AuszeichnungChartplatzierungen (Jahr, Titel, Platzierungen, Wochen, Auszeichnungen, Anmerkungen) | Höchstplatzierung, Gesamtwochen, AuszeichnungChartplatzierungen (Jahr, Titel, Platzierungen, Wochen, Auszeichnungen, Anmerkungen) | Höchstplatzierung, Gesamtwochen, AuszeichnungChartplatzierungen (Jahr, Titel, Platzierungen, Wochen, Auszeichnungen, Anmerkungen) | Höchstplatzierung, Gesamtwochen, AuszeichnungChartplatzierungen (Jahr, Titel, Platzierungen, Wochen, Auszeichnungen, Anmerkungen) | Anmerkungen |
| Jahr | Titel                                      | KR | JP | AT | UK | US | Anmerkungen |
| ---- | ------------------------------------------ | --- | --- | --- | --- | --- | --- |
| 2009 | Heartbreaker (1집 Heartbreaker)            | KR7 a (146 Wo.)KR | — | — | — | — | Erstveröffentlichung: 18. August 2009 Format: CD, Download, Streaming Verkäufe: + 310.000                                 |
| 2013 | Coup d’Etat                                | KR1 (63 Wo.)KR | — | — | — | US182 (1 Wo.)US | Erstveröffentlichung: 13. September 2013 Format: CD, LP, Download, Streaming Verkäufe: + 220.000                          |
| 2013 | Coup d’Etat + One of a Kind & Heartbreaker | — | JP2 (30 Wo.)JP | — | — | — | Erstveröffentlichung: 27. November 2013 Format: CD, Download, Streaming; exklusiv in Japan erschienen Verkäufe: + 110.000 |
| 2025 | Übermensch                                 | KR2 ×2Doppelplatin + Platin (Nemo) · (… Wo.)KR                                                                                    | JP13 (… Wo.)JP | AT44 (1 Wo.)AT | UK93 (1 Wo.)UK | — | Erstveröffentlichung: 25. Februar 2025 Verkäufe: + 750.000                                                                |

grau schraffiert: keine Chartdaten aus diesem Jahr verfügbar